# José Carlos Solórzano Gutiérrez
José Carlos Solórzano Gutiérrez (* 17. Januar 1860 in Managua; † 30. April 1936 in San José (Costa Rica)) war vom 1. Januar 1925 bis zum 16. Januar 1926 Präsident von Nicaragua.

## Leben
Er kam als Kandidat des Partido Conservador Republicano an die Macht. Der Partido Conservador Republicano war von seinem Vorgänger im Amt des Präsidenten, Bartolomé Martínez González gegründet worden. Sein Vizepräsident war Juan Bautista Sacasa vom Partido Liberal. Am 25. Oktober 1925 putschte Emiliano Chamorro Vargas vom Partido Conservador mit dem "el Lomazo" der Besetzung des Amtssitzes des Präsidenten auf der Loma de Tiscapa gegen Solórzano. Solórzano blieb Präsident, am 12. Januar 1926 erklärte das Parlament den Posten des Vizepräsidenten für unbesetzt und verbannte den Vizepräsidenten Juan Bautista Sacasa für zwei Jahre aus Nicaragua. Solórzano trat am 14. Januar 1926 zurück und Chamorro trat sein Amt am 17. Januar 1926 an.